# Mesilla, Novi Meksiko
Mesilla je mjesto u okrugu  Doña Ani u američkoj saveznoj državi Novom Meksiku. Prema popisu stanovništva SAD 2000. u ovdje je živjelo 2180 stanovnika. 

## Zemljopis
Nalazi se na 32°16′22″N 106°48′3″W / 32.27278°N 106.80083°W (32.272776, -106.800965). Prema Uredu SAD-a za popis stanovništva, zauzima 14 km2 površine, sve suhozemne.

## Stanovništvo
Prema podatcima popisa 2000. u Mesilli bilo je 2180 stanovnika, 892 kućanstva i 595 obitelji, a stanovništvo po rasi bili su 73,99% bijelci, 0,23% afroamerikanci, 1,01% Indijanci, 0,23% Azijci, 0,05% tihooceanski otočani, 20,69% ostalih rasa, 3,81% dviju ili više rasa. Hispanoamerikanaca i Latinoamerikanaca svih rasa bilo je 52,20%.